# Liste der Monuments historiques in Guebwiller
Die Liste der Monument historique in Guebwiller verzeichnet alle klassifizierten und eingetragenen Monuments historiques in der elsässischen Stadt Guebwiller.

## Liste der Bauwerke
| Bezeichnung                   | Beschreibung | Standort                                           | Kennzeichnung | Schutzstatus | Datum     | Bild           |
| ----------------------------- | --- | -------------------------------------------------- | ------------- | ------------ | --------- | -------------- |
| Kirche Notre-Dame             | Die Kollegiatkirche wurde in den Jahren 1766 bis 1785 nach Plänen von Louis Beuque und Gabriel Ignaz Ritter erbaut. 1793 wurde die Kirche im Zuge der Französischen Revolution geplündert und zu einem Tempel der Vernunft umgewandelt. Nach einem Erlass der Verwaltung des Oberelsasses wurde die Kirche 1798 geschlossen. Zeitweise diente sie in der Folge als Militärhospital. In der ersten Hälfte des 19. Jahrhunderts wurde die Kirche saniert und fortan wieder als Gotteshaus genutzt. Die turmlose Fassade erhielt 1845 einen ersten Turm, der zweite wurde nie vollendet. Notre-Dame wurde als dreischiffige Basilika mit Quadern von aus rotem Vogesensandstein erbaut. Ein halbkreisförmig schließendes Querhaus trennt das dreischiffige Langhaus und den ebenfalls dreischiffigen Chor. Der Grundriss der Vierung ist quadratisch, eine hohe und fensterlose Pendentifkuppel überwölbt die Vierung zentral. Die Apsis des Chores schließt halbkreisförmig. Ein Quertrakt umschließt die Apsis und ragt seitlich in Verlängerung des Abschlusses der Seitenchöre über das Langhaus hinaus. Ein Tonnengewölbe überwölbt das Mittelschiff. | Place Jeanne d’Arc (Lage)                          | PA00085438    | Classé       | 1841      | weitere Bilder |
| Kapelle Notre-Dame-du-Sehring | Die Friedhofskapelle wurde 1618 errichtet. Der lang gestreckte Saalbau mit fünf Fensterachsen war ursprünglich eine Wallfahrtskirche und schließt mit einem dreiseitigen Chor mit Gewölbe ab. Über dem Eingang sitzt ein geschweiftes Portal mit Giebelreiter. Die Ausstattung der Kapelle stammt aus der Barockzeit, darunter das Altarbild aus der Kapelle des Schlosses Neuenburg aus dem 16. Jahrhundert. | Route de Colmar (Lage)                             | PA00085763    | Inscrit      | 1991      | weitere Bilder |
| Dominikanerkloster            | Die Klosterkirche wurde zwischen 1306 und 1339 errichtet. Die flachgedeckte Basilika geht im Mittelschiff in einen fünfjochigen Chor mit ⅝-Schluss über. Ein fünfbogiger Lettner mit Malerei trennt Chor und Kirchenschiff. In der Ecke an Chor und Seitenschiffen sitzt ein gotisches Türmchen. Die gotischen Konventsgebäude sind erhalten und werden von Spitzbögen dominiert. | Rue des Dominicains (Lage)                         | PA00085439    | Classé       | 1920 1976 | weitere Bilder |
| Kirche St-Léger               | Die Kirche wurde zwischen 1182 und 1235 nach dem Vorbild des Basler Münster erbaut. Der Chor wurde im 14. Jahrhundert erneuert. Während der Französischen Revolution wurde das Gotteshaus im Jahre 1794 profaniert und erst 1831 erneut geweiht. Während das Portal noch deutlich von der Romanik beeinflusst ist, ist der Innenraum bereits gotisch inspiriert. Ursprünglich als dreischiffige kreuzförmige Basilika errichtet, ist die Kirche heute fünfschiffig. Der breite Westbau besitzt im Erdgeschoss eine offene Vorhalle. Ein mehrgeschossiger Turm sitzt über der Vierung. | Place Saint-Léger (Lage)                           | PA00085440    | Classé       | 1842      | weitere Bilder |
| Hôtel du Grand-Doyen          | Das Kanonikerhaus wurde zwischen 1765 und 1768 nach Entwürfen von Louis Beuque errichtet. Die Bauleitung lag aber bei Gabriel Ignaz Ritter. Der dreigeschossige Sandsteinbau besitzt sieben symmetrische Fensterachsen. Lisenen und Geschossgesimse gliedern das Gebäude. Während die Fenster in den Obergeschossen hochrechteckig ausgeführt wurden, besitzen die Fenster im Erdgeschoss Segmentbögen und sitzen in rundbogigen Nischen. Ein Mittelrisalit mit Dreiecksgiebel betont das Zentrum der Fassade. Heute beherbergt das Haus das regionalgeschichtliche Musée Théodore Deck et des Pays du Florival. | 1 rue du 4 Février (Lage)                          | PA00085441    | Inscrit      | 1935      | weitere Bilder |
| Hôtel de Ville                | Das gotische Rathaus ist ein dreigeschossiger Putzbau mit Krüppelwalmdach, auf dem zentral ein Dachreiter sitzt. Im Zentrum der Fassade sitzt ein polygonaler Erker auf einer geschweiften Konsole mit schmaler Säule. In der Fensterbrüstung sitzt Maßwerk. Auch die Brüstung des Söllers ist mit Maßwerk und Zinnen ausgeführt. Erd- und Obergeschosse sind durch ein Gesims getrennt. In der Ecke steht in einer Nische mit Baldachin eine Muttergottes-Statue. Erbaut wurde das Gebäude 1514 für den Tuchhändler Marquart Hesser. 1586 wurde es vergrößert. Im 17. Jahrhundert erwarb der Fürstabt von Murbach das Haus, kurz darauf wurde es Sitz der Verwaltung. | 73 rue de la République (Lage)                     | PA00085442    | Classé       | 1975      | weitere Bilder |
| Wohnhaus                      | Der dreigeschossige Putzbau wurde 1585 erbaut und diente als Gerichtsgebäude der Vogtei. 1944 wurde das Dach schwer beschädigt und danach verändert wiederhergestellt. In einer Gebäudeecke sitzt im ersten Obergeschoss ein querrechteckiger Erker, auf dem ein quadratischer Erker aufsitzt. Die Tür wird von einem spätgotischen Portal mit Köpfen gerahmt. | 2, 4 rue des Blés (Lage)                           | PA00085443    | Inscrit      | 2011      | weitere Bilder |
| Wohnhaus                      | Der 1617 erbaute giebelständige zweigeschossige Putzbau besitzt nur noch im Obergeschoss die originalen Fenster. Im Erdgeschoss sitzen rundbogige Fenster und ein schmuckloses Portal mit Lünettenfenster. In einem Fenstersturz findet sich das Erbauungsjahr. | 54 rue de la République (Lage)                     | PA00085446    | Inscrit      | 1975      | weitere Bilder |
| Wohnhaus                      | Das dreigeschossige Gebäude wurde 1903 im Stil der Art Nouveau nach Plänen des Architekten Sautier entworfen. Ein Erker in der ersten Etage wurde 1946 abgebrochen. Die drei Fensterachsen werden von typischem floralen Dekor der Art Nouveau bestimmt. In der mittleren Achse sitzt ein annähernd rundes Zwerchhaus. | 104 rue de la République (Lage)                    | PA00085447    | Inscrit      | 1975      | weitere Bilder |
| Maison des Associations       | Das ehemalige Kanonikerhaus (auch „Maison Baltz“) ist dem Hôtel du Grand-Doyen sehr ähnlich. Es wurde 1787 nach Entwürfen von Gabriel Ignaz Ritter erbaut. Der dreigeschossige Sandsteinbau besitzt acht symmetrische Fensterachsen. Breite Lisenen und Geschossgesimse gliedern das Sandsteingebäude. Während die Fenster in den Obergeschossen hochrechteckig ausgeführt wurden, besitzen die Fenster im Erdgeschoss Segmentbögen und sitzen in rundbogigen Nischen. Bänder gliedern das Erdgeschoss zusätzlich. Im Dach sitzen zwei mit Voluten verzierte Gauben. | 2 rue de Rathsamhausen (Lage)                      | PA00085444    | Inscrit      | 1935      | weitere Bilder |
| Wohnhaus                      | Der zweigeschossige Putzbau wurde 1611 errichtet. Im Giebelbereich steht eine bemalte Muttergottes-Statue auf einer Konsole mit Kopf. Dahinter Relief mit Rosenkranz. Das Kunstwerk stammt vermutlich aus dem Jahr 1683, als das Gebäude umgebaut wurde. | 45 rue de la République (Lage)                     | PA00085445    | Inscrit      | 1932      | weitere Bilder |
| Parc de la Marseillaise       | Der großzügige Park wurde in den Jahren 1897 und 1899 auf Wunsch des Industriellen Aimé Gros-Schlumberger von dem Pariser Gartenarchitekten und Landschaftsgärtner Edouard André angelegt. Im Park steht ein Renaissance-Brunnen aus Rouffach, ein großer Springbrunnen und ein Pavillon. Außerdem steht hier ein Denkmal für Theodore Deck. | Rue Victor Hugo Avenue des Chasseurs-Alpins (Lage) | PA68000061    | Inscrit      | 2013      | weitere Bilder |
| Brunnen St-Léger              | Der Brunnen wurde 1775 von Gabriel Ignaz Ritter anstelle eines Brunnens aus dem Jahr 1507 errichtet. Die Statue des heiligen Leodegar befindet sich heute im nahen Museum und wurde durch eine Kopie ersetzt. Die Figur steht auf einem Baldachin, der von drei quadratischen Säulen gehalten wird. Dem annähernd runden Brunnenbecken ist ein quadratisches mit Ausguss vorgelagert. | Place Saint-Léger (Lage)                           | PA00085448    | Inscrit      | 1932      | weitere Bilder |
| Synagoge                      | Nachdem die jüdische Gemeinde in Guebwiller im 19. Jahrhundert stark angewachsen war, baute die Gemeinde in den Jahren 1869 bis 1872 nach Plänen des Architekten August Hartmann eine Synagoge. Das an eine Basilika erinnernde Gebäude besitzt ein hohes Mittelschiff und zwei niedrigere Seitenschiffe mit Emporen. Fenster mit Rundbögen erhellen das Innere. Auf der rückwärtigen Giebelseite sitzt eine polygonale Nische. Auf der vorderen Giebelseite befindet sich ein Portal im neoromanisch-byzantinischen Stil. | Rue de l’Ancien Hôpital (Lage)                     | PA00085449    | Inscrit      | 1984      | weitere Bilder |
| Burg Hugstein                 | Ruine einer Hangburg, um 1230; auch auf dem Gebiet von Buhl | nordwestlich des Ortes (Lage)                      | PA68000067    | Classé       | 1898      | weitere Bilder |

## Liste der Objekte
| Bezeichnung                                                                | Beschreibung | Standort                                    | Kennzeichnung              | Schutzstatus | Datum     | Bild           |
| -------------------------------------------------------------------------- | --- | ------------------------------------------- | -------------------------- | ------------ | --------- | -------------- |
| Ziborium                                                                   | Messing, um 1800 | in der Kirche Notre-Dame (Lage)             | PM68000074                 | Classé       | 1976      |                |
| Hauptaltar                                                                 | Altartisch, zwei Engelsskulpturen und zwei Leuchter; Marmor, Bronze und vergoldetes Holz, um 1784, von Fidel Sporer; Leuchter aus dem 19. Jahrhundert | in der Kirche Notre-Dame (Lage)             | PM68000082                 | Classé       | 1980      | weitere Bilder |
| Herz-Jesu-Altar                                                            | Marmor und Bronze, 18. Jahrhundert | in der Kirche Notre-Dame (Lage)             | PM68000085                 | Classé       | 1980      | weitere Bilder |
| Glocke                                                                     | Bronze, 1696 gegossen | in der Kapelle Notre-Dame-du-Sehring (Lage) | PM68000079                 | Classé       | 1976      |                |
| Altarkreuz                                                                 | Elfenbein und Holz, 17. Jahrhundert | im Dominikanerkloster (Lage)                | PM68000080                 | Classé       | 1976      |                |
| Gemälde Die Madonna erscheint dem heiligen Leodegar                        | Ölfarbe auf Leinwand, Holzrahmen, um 1775 | im Dominikanerkloster (Lage)                | PM68000081                 | Classé       | 1982      |                |
| Kanzel                                                                     | Holz, Stuck und Bronze, um 1780 | in der Kirche Notre-Dame (Lage)             | PM68000088                 | Classé       | 1980      | weitere Bilder |
| Grabdenkmal für Franz Joseph Stoll und Rosa Sitterlin                      | Sandstein, 1810 | in der Kirche St-Léger (Lage)               | PM68000097                 | Classé       | 1979      |                |
| Grabdenkmal für Johann Georg Henner und Margaretha Bihner                  | Sandstein, 1795 | in der Kirche St-Léger (Lage)               | PM68000098                 | Classé       | 1979      |                |
| Orgel                                                                      | Ensemble aus PM68000072 und PM68000099 | in der Kirche Notre-Dame (Lage)             | PM68000882                 | Classé       | 1976 1990 | weitere Bilder |
| Orgelprospekt                                                              | 1785 von Gabriel Ignaz Ritter und Joseph Sporer gebaut                                                                                                | in der Kirche Notre-Dame (Lage)             | PM68000072                 | Classé       | 1976      | weitere Bilder |
| Instrumentalteil der Orgel                                                 | 1908 von Charles Mutin gebaut | in der Kirche Notre-Dame (Lage)             | PM68000099                 | Classé       | 1990      | weitere Bilder |
| Sechs Wandgemälde                                                          | 14. und 15. Jahrhundert | im Dominikanerkloster (Lage)                | PM68000075                 | Classé       | 1920      |                |
| Gemälde Abels Opfer                                                        | Ölfarbe auf Leinwand, 18. Jahrhundert | in der Kirche Notre-Dame (Lage)             | PM68000090                 | Classé       | 1980      |                |
| Kruzifix                                                                   | Holz, farbig gefasst, 1737 | in der Kirche St-Léger (Lage)               | PM68000096                 | Classé       | 1979      |                |
| Kelch und Patene                                                           | Silber, 1761 | in der Kirche Notre-Dame (Lage)             | PM68000073                 | Classé       | 1976      |                |
| Gemälde Beweinung Christi                                                  | Ölfarbe auf Leinwand, zweite Hälfte des 16. Jahrhunderts; Holzrahmen, Mitte des 18. Jahrhunderts                                                      | in der Kapelle Notre-Dame-du-Sehring (Lage) | PM68000076                 | Classé       | 1976      |                |
| Sebastiansaltar                                                            | Altartisch, Tabernakel, Retabel, zwei Gemälde und zwei Skulpturen; Marmor, Holz, Ölfarbe auf Leinwand, zweite Hälfte des 18. Jahrhunderts             | in der Kirche Notre-Dame (Lage)             | PM68000083                 | Classé       | 1980      | weitere Bilder |
| Beweinung-Christi-Altar                                                    | Marmor und Bronze, 18. Jahrhundert | in der Kirche Notre-Dame (Lage)             | PM68000084                 | Classé       | 1980      | weitere Bilder |
| Valentinsaltar                                                             | Altartisch, Retabel und zwei Gemälde; Marmor, Holz, Ölfarbe auf Leinwand, zweite Hälfte des 18. Jahrhunderts                                          | in der Kirche Notre-Dame (Lage)             | PM68000086                 | Classé       | 1980      | weitere Bilder |
| Gemälde Die Berufung des heiligen Dominikus                                | Ölfarbe auf Leinwand, 18. Jahrhundert | in der Kirche Notre-Dame (Lage)             | Guebwiller NotreDame71.JPG | Classé       | 1980      |                |
| Chorgestühl                                                                | Holz sowie Ölfarbe auf Leinwand, zwischen 1775 und 1779                                                                                               | in der Kirche St-Léger (Lage)               | PM68000095                 | Classé       | 1979      | weitere Bilder |
| Hauptaltar                                                                 | Altartisch, Tabernakel, Altarkreuz, Skulptur und Leuchter; Marmor, Ende des 18. Jahrhunderts                                                          | in der Kirche St-Léger (Lage)               | PM68000645                 | Classé       | 1979      |                |
| Dominikusaltar                                                             | Altartisch, Retabel und Gemälde; Holz, farbig gefasst, sowie Ölfarbe auf Leinwand, 1771                                                               | in der Kapelle Notre-Dame-du-Sehring (Lage) | PM68000077                 | Classé       | 1976      |                |
| Rochusaltar                                                                | Altartisch, Retabel und Gemälde; Holz, farbig gefasst, sowie Ölfarbe auf Leinwand, 18. Jahrhundert                                                    | in der Kapelle Notre-Dame-du-Sehring (Lage) | PM68000078                 | Classé       | 1976      |                |
| Chorgestühl und Chorschranke                                               | Eichenholz, zwischen 1780 und 1786, von Fidel Sporer                                                                                                  | in der Kirche Notre-Dame (Lage)             | PM68000087                 | Classé       | 1980      | weitere Bilder |
| Gemälde Childerich II. stört den heiligen Leodegar bei der Taufe Chlodwigs | Ölfarbe auf Leinwand, 1829, von Gabriel-Christophe Guérin                                                                                             | in der Kirche Notre-Dame (Lage)             | PM68000089                 | Classé       | 1980      |                |
| Gemälde Die Opferung Isaaks                                                | Ölfarbe auf Leinwand, 18. Jahrhundert | in der Kirche Notre-Dame (Lage)             | PM68000091                 | Classé       | 1980      |                |
| Gemälde Jakob salbt den Stein                                              | Ölfarbe auf Leinwand, 18. Jahrhundert | in der Kirche Notre-Dame (Lage)             | PM68000092                 | Classé       | 1980      |                |
| Gemälde Abraham trifft Melchisedek                                         | Ölfarbe auf Leinwand, 18. Jahrhundert | in der Kirche Notre-Dame (Lage)             | PM68000094                 | Classé       | 1980      |                |